# Konyári Sóstófürdő megállóhely
Konyári Sóstófürdő megállóhely egy Hajdú-Bihar vármegyei vasúti megállóhely Hosszúpályi településen, a MÁV üzemeltetésében. Hosszúpályi központjától több kilométerre délre, a névadó Konyártól szintén több kilométerre keletre helyezkedik el, a 4811-es út közelében.

## Vasútvonalak
A megállóhelyet az alábbi vasútvonalak érintik:
- Debrecen–Nagykereki-vasútvonal

## Kapcsolódó állomások
A megállóhelyhez az alábbi állomások vannak a legközelebb:
- Konyár vasútállomás (Debrecen–Nagykereki-vasútvonal)
- Pocsaj-Esztár vasútállomás (Debrecen–Nagykereki-vasútvonal)

## Forgalom
| Járat | Útvonal | Gyakoriság   |
| ----- | --- | ------------ |
| S506  | Debrecen – Sáránd – Derecske – Derecske-Vásártér – Konyár – Konyári Sóstófürdő – Pocsaj-Esztár – Kismarja – Nagykereki | 1-3 óránként |